# Borussia Verein für Leibesübungen 1900 Mönchengladbach 2008-2009
Questa voce raccoglie le informazioni riguardanti il Borussia Verein für Leibesübungen 1900 Mönchengladbach nelle competizioni ufficiali della stagione 2008-2009.

## Stagione
Nella stagione 2008-2009 il Borussia Mönchengladbach, allenato da Christian Ziege, concluse il campionato di Bundesliga al 15º posto. In Coppa di Germania il Borussia Mönchengladbach fu eliminato al secondo turno dall'Energie Cottbus.

## Rosa
| N. |                           | Ruolo | Calciatore                 |
| -- | ------------------------- | ----- | -------------------------- |
| 30 | Belgio (bandiera)         | P     | Logan Bailly               |
| 1  | Germania (bandiera)       | P     | Christofer Heimeroth       |
| 18 | Germania (bandiera)       | P     | Frederic Löhe              |
| 4  | Paesi Bassi (bandiera)    | D     | Roel Brouwers              |
| 6  | Germania (bandiera)       | D     | Jan-Ingwer Callsen-Bracker |
| 3  | Belgio (bandiera)         | D     | Filip Daems                |
| 31 | Brasile (bandiera)        | D     | Dante Bonfim Costa Santos  |
| 32 | Germania (bandiera)       | D     | Christian Dorda            |
| 5  | Costa d'Avorio (bandiera) | D     | Steve Gohouri              |
| 33 | Germania (bandiera)       | D     | Tim Heubach                |
| 20 | Francia (bandiera)        | D     | Jean-Sébastien Jaurés      |
| 15 | Germania (bandiera)       | D     | Thomas Kleine              |
| 22 | Germania (bandiera)       | D     | Tobias Levels              |
| 17 | Paesi Bassi (bandiera)    | D     | Patrick Paauwe             |
| 2  | Germania (bandiera)       | D     | Sebastian Schachten        |
| 41 | Germania (bandiera)       | D     | Oliver Stang               |

| N. |                        | Ruolo | Calciatore                   |
| -- | ---------------------- | ----- | ---------------------------- |
| 19 | Israele (bandiera)     | C     | Gal Alberman                 |
| 29 | Germania (bandiera)    | C     | Alexander Baumjohann         |
| 26 | Stati Uniti (bandiera) | C     | Michael Bradley (calciatore) |
| 7  | Mali (bandiera)        | C     | Soumaila Coulibaly           |
| 8  | Rep. Ceca (bandiera)   | C     | Tomáš Galásek                |
| 37 | Germania (bandiera)    | C     | Tony Jantschke               |
| 11 | Germania (bandiera)    | C     | Marko Marin                  |
| 13 | Canada (bandiera)      | C     | Paul Stalteri                |
| 14 | Svezia (bandiera)      | C     | Sharbel Touma                |
| 28 | Germania (bandiera)    | C     | Johannes van den Bergh       |
| 9  | Israele (bandiera)     | A     | Roberto Colautti             |
| 16 | Canada (bandiera)      | A     | Rob Friend                   |
| 25 | Germania (bandiera)    | A     | Moses Lamidi                 |
| 40 | Algeria (bandiera)     | A     | Karim Matmour                |
| 27 | Germania (bandiera)    | A     | Oliver Neuville              |

## Organigramma societario
Area tecnica
- Allenatore: Christian Ziege
- Allenatore in seconda: Jürgen Raab, Manfred Stefes
- Preparatore dei portieri: Uwe Kamps
- Preparatori atletici: Andreas Bluhm

## Risultati

### Bundesliga

#### Girone di andata
| Arbitro: | Fandel |

|            |           |                                       |
| Friend 60’ | Marcatori | 14’ Hitzlsperger 26’ Marica 44’ Gómez |

| Arbitro: | Kinhöfer |

|              |           |  |
| Ibišević 31’ | Marcatori |  |

| Arbitro: | Gräfe |

|                                       |           |                       |
| Matmour 12’ Friend 30’ Baumjohann 71’ | Marcatori | 79’ Pizarro 89’ Diego |

| Arbitro: | Schmidt |

|                                                          |           |            |
| Huszti 32’, 47’ Schlaudraff 44’, 67’ Forssell 86’ (rig.) | Marcatori | 54’ Friend |

| Arbitro: | Brych |

|  |           |           |
|  | Marcatori | 11’ Kačar |

| Arbitro: | Weiner |

|            |           |  |
| Petrić 11’ | Marcatori |  |

| Arbitro: | Perl |

|              |           |                        |
| Brouwers 10’ | Marcatori | 5’ Ehret 88’ Novakovič |

| Arbitro: | Fleischer |

|                           |           |                        |
| Dabrowski 55’ Kaloğlu 78’ | Marcatori | 30’ Gohouri 80’ Kleine |

| Arbitro: | Aytekin |

|            |           |  |
| Paauwe 51’ | Marcatori |  |

| Arbitro: | Kempter |

|                                                     |           |  |
| Grafite 40’ (rig.) Madlung 55’ Misimović 75’ (rig.) | Marcatori |  |

| Arbitro: | Meyer |

|                 |           |                    |
| Russ 12’ (aut.) | Marcatori | 16’ Fenin 52’ Fink |

| Arbitro: | Gagelmann |

|  |           |               |
|  | Marcatori | 6’, 80’ Marin |

| Arbitro: | Weiner |

|                        |           |                            |
| Friend 78’ Bradley 81’ | Marcatori | 21’ Toni 65’ (rig.) Ribéry |

| Arbitro: | Drees |

|                                     |           |            |
| Altıntop 17’, 45’ Farfán 23’ (rig.) | Marcatori | 30’ Friend |

| Arbitro: | Sippel |

|             |           |                                          |
| Gohouri 60’ | Marcatori | 18’ (aut.) Bradley 50’ Sørensen 85’ Jula |

| Arbitro: | Stark |

|               |           |                              |
| Jantschke 61’ | Marcatori | 25’, 37’ Kießling 54’ Helmes |

| Arbitro: | Kircher |

|                     |           |                   |
| Zidan 35’ Şahin 56’ | Marcatori | 80’ van den Bergh |

#### Girone di ritorno
| Arbitro: | Stark |

|                      |           |  |
| Marica 66’ Gómez 86’ | Marcatori |  |

| Arbitro: | Wagner |

|                |           |                |
| Baumjohann 44’ | Marcatori | 89’ Wellington |

| Arbitro: | Schmidt |

|             |           |             |
| Pizarro 77’ | Marcatori | 79’ Bradley |

| Arbitro: | Perl |

|                                       |           |                      |
| Baumjohann 36’ Marin 43’ Neuville 83’ | Marcatori | 53’ Pinto 77’ Schulz |

| Arbitro: | Gagelmann |

|                        |           |                    |
| Voronin 28’ Dárdai 44’ | Marcatori | 69’ (rig.) Bradley |

| Arbitro: | Kempter |

|                                                     |           |            |
| Friend 24’ Levels 42’ Brouwers 54’ Marin 65’ (rig.) | Marcatori | 29’ Petrić |

| Arbitro: | Kinhöfer |

|                 |           |                                                |
| Brečko 64’, 82’ | Marcatori | 25’, 87’ (rig.) Bradley 44’ Matmour 67’ Friend |

| Arbitro: | Gräfe |

|  |           |           |
|  | Marcatori | 29’ Grote |

| Karlsruhe 5 aprile 2009, ore 17:00 CEST 26ª giornata | Karlsruhe | 0 – 0 referto | Borussia M'gladbach | Wildparkstadion (29 380 spett.)\| Arbitro: \| Stark \| |
| Arbitro:                                             | Stark     |               |                     |                                                        |

| Arbitro: | Kircher |

|           |           |                       |
| Dante 79’ | Marcatori | 20’ Džeko 85’ Riether |

| Arbitro: | Brych |

|                                               |           |                  |
| Meier 40’ Lymperopoulos 47’ Russ 79’ Fink 88’ | Marcatori | 75’ (rig.) Daems |

| Arbitro: | Gräfe |

|             |           |            |
| Matmour 12’ | Marcatori | 32’ Tesche |

| Arbitro: | Rafati |

|                                 |           |                  |
| Schweinsteiger 33’ Altıntop 42’ | Marcatori | 38’ (rig.) Daems |

| Arbitro: | Sippel |

|              |           |  |
| Colautti 90’ | Marcatori |  |

| Arbitro: | Meyer |

|  |           |           |
|  | Marcatori | 90’ Dante |

| Arbitro: | Perl |

|                                                                |           |  |
| Kießling 31’ Helmes 44’ Castro 68’ Kadlec 79’ Dante 86’ (aut.) | Marcatori |  |

| Arbitro: | Brych |

|           |           |                    |
| Dante 57’ | Marcatori | 64’ Błaszczykowski |

### Coppa di Germania
| Arbitro: | Rafati |

|            |           |                                                                          |
| S.Önen 66’ | Marcatori | 7’, 12’, 17’ (rig.) Marin 10’, 24’ Colautti 19’, 54’ Rösler 36’ Brouwers |

| Arbitro: | Kempter |

|                                                  |           |  |
| Rangelov 42’ (rig.) Skela 73’ (rig.), 89’ (rig.) | Marcatori |  |

## Statistiche

### Statistiche di squadra
| Competizione      | Punti | In casa | In casa | In casa | In casa | In casa | In casa | In trasferta | In trasferta | In trasferta | In trasferta | In trasferta | In trasferta | Totale | Totale | Totale | Totale | Totale | Totale | DR  |
| Competizione      | Punti | G       | V       | N       | P       | Gf      | Gs      | G            | V            | N            | P            | Gf           | Gs           | G      | V      | N      | P      | Gf     | Gs     | DR  |
| ----------------- | ----- | ------- | ------- | ------- | ------- | ------- | ------- | ------------ | ------------ | ------------ | ------------ | ------------ | ------------ | ------ | ------ | ------ | ------ | ------ | ------ | --- |
| Bundesliga        | 31    | 17      | 5       | 4       | 8       | 23      | 27      | 17           | 3            | 3            | 11           | 16           | 35           | 34     | 8      | 7      | 19     | 39     | 62     | -23 |
| Coppa di Germania | -     | 0       | 0       | 0       | 0       | 0       | 0       | 2            | 1            | 0            | 1            | 8            | 4            | 2      | 1      | 0      | 1      | 8      | 4      | +4  |
| Totale            | -     | 17      | 5       | 4       | 8       | 23      | 27      | 19           | 4            | 3            | 12           | 24           | 39           | 36     | 9      | 7      | 20     | 47     | 66     | -19 |

### Andamento in campionato
| Giornata  | 1  | 2  | 3  | 4  | 5  | 6  | 7  | 8  | 9  | 10 | 11 | 12 | 13 | 14 | 15 | 16 | 17 | 18 | 19 | 20 | 21 | 22 | 23 | 24 | 25 | 26 | 27 | 28 | 29 | 30 | 31 | 32 | 33 | 34 |
| --------- | -- | -- | -- | -- | -- | -- | -- | -- | -- | -- | -- | -- | -- | -- | -- | -- | -- | -- | -- | -- | -- | -- | -- | -- | -- | -- | -- | -- | -- | -- | -- | -- | -- | -- |
| Luogo     | C  | T  | C  | T  | C  | T  | C  | T  | C  | T  | C  | T  | C  | T  | C  | C  | T  | T  | C  | T  | C  | T  | C  | T  | C  | T  | C  | T  | C  | T  | C  | T  | T  | C  |
| Risultato | P  | P  | V  | P  | P  | P  | P  | N  | V  | P  | P  | V  | N  | P  | P  | P  | P  | P  | N  | N  | V  | P  | V  | V  | P  | N  | P  | P  | N  | P  | V  | V  | P  | N  |
| Posizione | 15 | 18 | 11 | 16 | 17 | 18 | 18 | 18 | 17 | 17 | 17 | 14 | 14 | 15 | 17 | 18 | 18 | 18 | 18 | 18 | 18 | 18 | 17 | 16 | 16 | 16 | 16 | 16 | 17 | 17 | 15 | 14 | 15 | 15 |

Legenda:

Luogo: C = Casa; T = Trasferta. Risultato: V = Vittoria; N = Pareggio; P = Sconfitta.

### Statistiche dei giocatori
| Giocatore          | Bundesliga | Bundesliga | Bundesliga  | Bundesliga | Coppa di Germania | Coppa di Germania | Coppa di Germania | Coppa di Germania | Totale   | Totale | Totale      | Totale     |
| Giocatore          | Presenze   | Reti       | Ammonizioni | Espulsioni | Presenze          | Reti              | Ammonizioni       | Espulsioni        | Presenze | Reti   | Ammonizioni | Espulsioni |
| ------------------ | ---------- | ---------- | ----------- | ---------- | ----------------- | ----------------- | ----------------- | ----------------- | -------- | ------ | ----------- | ---------- |
| L. Bailly          | 17         | 0          | 0           | 0          | -                 | -                 | -                 | -                 | 17       | 0      | 0           | 0          |
| C. Heimeroth       | 9          | 0          | 0           | 0          | 2                 | 0                 | 0                 | 0                 | 11       | 0      | 0           | 0          |
| F. Löhe            | 1          | 0          | 0           | 0          | -                 | -                 | -                 | -                 | 1        | 0      | 0           | 0          |
| R. Brouwers        | 25         | 2          | 3           | 0          | 1                 | 1                 | 0                 | 0                 | 26       | 3      | 3           | 0          |
| J. Callsen-Bracker | 7          | 0          | 0           | 0          | 2                 | 0                 | 0                 | 0                 | 9        | 0      | 0           | 0          |
| F. Daems           | 33         | 2          | 5           | 0          | 2                 | 0                 | 0                 | 0                 | 35       | 2      | 5           | 0          |
| Dante              | 10         | 3          | 1           | 0          | -                 | -                 | -                 | -                 | 10       | 3      | 1           | 0          |
| C. Dorda           | 7          | 0          | 2           | 0          | -                 | -                 | -                 | -                 | 7        | 0      | 2           | 0          |
| S. Gohouri         | 15         | 2          | 4           | 0          | -                 | -                 | -                 | -                 | 15       | 2      | 4           | 0          |
| T. Heubach         | -          | -          | -           | -          | -                 | -                 | -                 | -                 | -        | -      | -           | -          |
| J. Jaurés          | 4          | 0          | 1           | 0          | 1                 | 0                 | 0                 | 0                 | 5        | 0      | 1           | 0          |
| T. Kleine          | 8          | 1          | 0           | 0          | -                 | -                 | -                 | -                 | 8        | 1      | 0           | 0          |
| T. Levels          | 17         | 1          | 4           | 0          | 1                 | 0                 | 1                 | 0                 | 18       | 1      | 5           | 0          |
| P. Paauwe          | 24         | 1          | 3           | 0          | -                 | -                 | -                 | -                 | 24       | 1      | 3           | 0          |
| S. Schachten       | 1          | 0          | 1           | 0          | -                 | -                 | -                 | -                 | 1        | 0      | 1           | 0          |
| O. Stang           | -          | -          | -           | -          | -                 | -                 | -                 | -                 | -        | -      | -           | -          |
| G. Alberman        | 16         | 0          | 2           | 0          | 1                 | 0                 | 0                 | 0                 | 17       | 0      | 2           | 0          |
| A. Baumjohann      | 28         | 3          | 5           | 0          | 2                 | 0                 | 2                 | 0                 | 30       | 3      | 7           | 0          |
| M. Bradley         | 28         | 5          | 4           | 0          | -                 | -                 | -                 | -                 | 28       | 5      | 4           | 0          |
| S. Coulibaly       | 4          | 0          | 1           | 0          | 1                 | 0                 | 0                 | 0                 | 5        | 0      | 1           | 0          |
| T. Galásek         | 15         | 0          | 4           | 0          | -                 | -                 | -                 | -                 | 15       | 0      | 4           | 0          |
| T. Jantschke       | 4          | 1          | 0           | 0          | -                 | -                 | -                 | -                 | 4        | 1      | 0           | 0          |
| M. Marin           | 33         | 4          | 6           | 0          | 2                 | 3                 | 0                 | 0                 | 35       | 7      | 6           | 0          |
| P. Stalteri        | 16         | 0          | 3           | 0          | -                 | -                 | -                 | -                 | 16       | 0      | 3           | 0          |
| S. Touma           | 1          | 0          | 0           | 0          | 1                 | 0                 | 0                 | 0                 | 2        | 0      | 0           | 0          |
| J. van den Bergh   | 7          | 1          | 2           | 0          | 1                 | 0                 | 0                 | 0                 | 8        | 1      | 2           | 0          |
| R. Colautti        | 24         | 1          | 0           | 0          | 1                 | 2                 | 0                 | 0                 | 25       | 3      | 0           | 0          |
| R. Friend          | 24         | 7          | 6           | 0          | 1                 | 0                 | 0                 | 0                 | 25       | 7      | 6           | 0          |
| M. Lamidi          | 4          | 0          | 1           | 0          | -                 | -                 | -                 | -                 | 4        | 0      | 1           | 0          |
| K. Matmour         | 34         | 3          | 4           | 0          | 1                 | 0                 | 0                 | 0                 | 35       | 3      | 4           | 0          |
| O. Neuville        | 25         | 1          | 2           | 0          | 1                 | 0                 | 0                 | 0                 | 26       | 1      | 2           | 0          |
| U. Gospodarek      | 7          | 0          | 1           | 0          | -                 | -                 | -                 | -                 | 7        | 0      | 1           | 0          |
| M. Ndjeng          | 9          | 0          | 0           | 0          | 2                 | 0                 | 0                 | 0                 | 11       | 0      | 0           | 0          |
| S. Rösler          | 4          | 0          | 2           | 0          | 2                 | 2                 | 0                 | 0                 | 6        | 2      | 2           | 0          |
| S. Svärd           | 6          | 0          | 1           | 0          | 1                 | 0                 | 0                 | 0                 | 7        | 0      | 1           | 0          |
| A. Voigt           | 6          | 0          | 2           | 0          | 1                 | 0                 | 0                 | 0                 | 7        | 0      | 2           | 0          |